# Каримов, Владимир Хасанович
Влади́мир Хаса́нович Кари́мов (род. 1936, Балхаш) — советский боксёр, представитель полулёгкой и полусредней весовых категорий. Выступал на всесоюзном уровне во второй половине 1950-х — первой половине 1960-х годов, двукратный чемпион СССР, серебряный и бронзовый призёр советских национальных первенств, пятикратный чемпион Казахской ССР, мастер спорта СССР (1958). Также известен как тренер по боксу.

## Биография
Родился в 1936 году в городе Балхаш Карагандинской области Казахской ССР.
Начинал заниматься боксом в местной Детско-юношеской спортивной школе, проходил подготовку под руководством заслуженного тренера КазССР Минигарея Калмутдиновича Хайрутдинова. Позже тренировался в Караганде в добровольном спортивном обществе «Трудовые резервы» у заслуженного тренера СССР Николая Николаевича Ли и в Ленинграде в боксёрской команде СКА у заслуженного мастера спорта Гурия Константиновича Гаврилова.
Первого серьёзного успеха на всесоюзном уровне добился в сезоне 1956 года, когда на I летней Спартакиаде народов СССР в Москве, где также разыгрывался чемпионат СССР по боксу, выиграл бронзовую медаль в полулёгкой весовой категории. В 1958 году выиграл чемпионат Ленинграда по боксу и молодёжное первенство СССР — тем самым выполнил норматив мастера спорта СССР.
На чемпионате СССР в Ленинграде одолел всех своих соперников в зачёте полусредней весовой категории, в том числе латыша Алоиза Туминьша в финале, и завоевал тем самым награду золотого достоинства.
В 1962 году на чемпионате СССР в Киеве Каримов вновь встретился в решающем поединке с Туминьшем, но на сей раз уступил ему и вынужден был довольствоваться серебром. Принял участие в матчевой встрече против сборной Японии, взяв верх над японцем К. Муранакой. Занял первое место в зачёте национального чемпионата 1964 года в Хабаровске, выиграл в частности у москвича Евгения Фролова, став таким образом двукратным чемпионом СССР по боксу. Последний раз попал в число призёров советского чемпионата в 1965 году, когда на соревнованиях в Москве получил в полусреднем весе серебряную медаль, потерпев поражение от москвича Валерия Фролова. Помимо этого, в период 1961—1965 годов неизменно становился чемпионом Казахской ССР, неоднократно поднимался на пьедестал почёта командных первенств Советского Союза.
После завершения спортивной карьеры занялся тренерской деятельностью. Работал тренером по боксу в Магаданской области и Казахстане.